# Prytanes globosus
Prytanes globosus är en insektsart som beskrevs av William Lucas Distant 1893. Prytanes globosus ingår i släktet Prytanes och familjen Rhyparochromidae. Inga underarter finns listade i Catalogue of Life.